# Mesoplocia intermedia
Mesoplocia intermedia is een haft uit de familie Euthyplociidae. De wetenschappelijke naam van de soort is voor het eerst geldig gepubliceerd in 1952 door Demoulin.
De soort komt voor in het Neotropisch gebied.